# Hussonella remyi
Hussonella remyi es una especie de escarabajo de la familia Leiodidae, la única de su género, Hussonella. Fue descrita por René Gabriel Jeannel en 1934.

## Distribución
Se encuentra en Grecia y en Macedonia del Norte.